# Lennert Van Eetvelt
Lennert Van Eetvelt (* 17. Juli 2001 in Tienen) ist ein belgischer Radrennfahrer.

## Sportlicher Werdegang
Mit dem Wechsel in die U23 wurde Van Eetvelt Mitglied im Nachwuchsteam Lotto-Soudal U23. Seinen ersten Erfolg erzielte er in der Saison 2021 auf nationaler Ebene, als er Belgischer U23-Meister im Einzelzeitfahren wurde. In der Saison 2022 gewann er die Königsetappe und damit auch die Gesamtwertung der U23-Friedensfahrt im Rahmen des UCI Nations’ Cup U23. Auch beim Giro d’Italia Giovani Under 23 2022 gewann er eine Bergetappe und belegte am Ende den zweiten Platz in der Gesamtwertung hinter Leo Hayter.
Bereits im April 2022 wurde bekannt gegeben, das Van Eetvelt zur Saison 2023 in das UCI WorldTeam von Lotto Soudal wechselt. Bereits in seinem ersten Jahr als Radprofi gewann er zwei Etappen und die Gesamtwertung der Alpes Isère Tour, sowie die zweite Etappe der Sibiu Cycling Tour, die er auf dem zweiten Gesamtrang beendete. Bei der Vuelta a España 2023 gab er sein Grand-Tour-Debüt und wurde Dritter der anspruchsvollen 14. Etappe, ehe er schlussendlich den 32. Gesamtrang belegte.
Im Jahr 2024 gelang Van Eetveld der internationale Durchbruch. Zu Saisonbeginn gewann er die Trofeo Serra Tramuntana. Sein bislang größter Erfolg gelang ihm wenige Wochen später, als er mir dem Etappensieg am Jebel Hafeet die Gesamtwertung der UAE Tour 2024 für sich entschied uns somit bei einer Rundfahrt der UCI WorldTour triumphierte. Nach der Strade Bianche, die er als Elfter beendete, musste Van Eetveld aufgrund von Knieschmerzen zunächst pausieren und sich später im April einem operativen Eingriff unterziehen. Nach der Verletzungspause kam er bei der Sibiu Cycling Tour auf den vierten Gesamtrang. Im August stand er bei der Clásica San Sebastián als Dritter auf dem Podium. Unmittelbar im Anschluss startete er bei der Vuelta a España und verpasste auf der vierten Etappe im Zielsprint gegen Primož Roglič nur knapp seinen ersten Tageserfolg bei einer Grand Tour. Nach Atembeschwerden trat er zur 12. Etappe nicht mehr an. Nach einer Pause belegte er bei der Lombardei-Rundfahrt den siebten Platz, unmittelbar im Anschluss gewann er mit der Tour of Guangxi 2024 die zweite WorldTour-Rundfahrt innerhalb eines Jahres. 

## Erfolge
2019
- Bergwertung Aubel-Thimister-Stavelot

2021
- Belgischer Meister – Einzelzeitfahren (U23)

2022
- Gesamtwertung und eine Etappe Grand Prix Priessnitz spa
- eine Etappe Giro d’Italia Giovani Under 23
- Punktewertung Tour Alsace

2023
- Gesamtwertung, zwei Etappen, Punkte- und Nachwuchswertung Alpes Isère Tour
- eine Etappe und Nachwuchswertung Sibiu Cycling Tour

2024
- Trofeo Serra Tramuntana
- Gesamtwertung, eine Etappe und Nachwuchswertung UAE Tour
- Gesamtwertung, eine Etappe und Nachwuchswertung Tour of Guangxi

## Grand Tour-Platzierungen
| Grand Tour            | 2023 | 2024 | 2025 |
| --------------------- | ---- | ---- | ---- |
| Giro d’ItaliaGiro     | –    | –    | –    |
| Tour de FranceTour    | –    | –    | DNF  |
| Vuelta a EspañaVuelta | 32   | DNF  |      |